# Handschrift 396
Handschrift 396 is een 15e-eeuws manuscript. Het bevat één tekst: het Magna vita sancti Hugonis. In deze hagiografie wordt het leven van Hugo van Lincoln beschreven, een kartuizer en bisschop van de in Engeland gelegen plaats Lincoln. Tegenwoordig wordt Hs. 396 bewaard in de Universiteitsbibliotheek Utrecht. Het is te citeren als: Universiteitsbibliotheek Utrecht Hs. 396 (Hs 3 C 1).

## Geschiedenis
Hs. 396 is afkomstig uit het voormalig Kartuizerklooster Nieuwlicht. Dit klooster werd in 1392 gesticht door edelman Zweder van Abcoude. Totdat het klooster in 1580 werd gesloten, bood het ruimte aan een kleine gemeenschap Kartuizer monniken. Deze monniken hadden een sobere leefstijl, gericht op spirituele eenwording met God. Zij wijdden hun dagen aan het gebed en het kopiëren van boeken. Hs. 396 werd in 1471 in Nieuwlicht vervaardigd. De kopiist van het handschrift maakt zichzelf op de laatste beschreven pagina (fol. 141) bekend als ‘Guilhelmus Symonis de Amsterdam’.
Een groot deel van Nieuwlichts collectie is na de opheffing van het klooster overgedragen aan de Stadsbibliotheek van Utrecht en later aan de Universiteitsbibliotheek Utrecht. Handschrift 396 was onderdeel van deze collectie.

## Magna vita sancti Hugonis
De auteur van het Magna vita sancti Hugonis, Adam van Einsham, was kapelaan van Hugo van Lincoln in de laatste drie levensjaren van de bisschop. Omdat Adam een rol speelde in Hugo’s leven, komt hij zelf ook in het Magna vita voor. Hierdoor bevat het werk autobiografische elementen. Adam heeft in het heiligenleven bijvoorbeeld een eigen visioen opgenomen, dat in een droom tot hem kwam, toen hij aan Hugo’s zijde leefde. In de droom voorziet hij het sterven van de bisschop, evenals de taak die voor hemzelf als biograaf is weggelegd.
Het leven van Hugo van Lincoln wordt in het Magna vita sancti Hugonis in zeven delen opgesplitst. Het bestrijkt Hugo’s leven van het moment dat hij als vijfentwintigjarige kanunnik intreedt in het Grande Charteuse tot aan zijn sterven in 1200. Het Magna vita eindigt met een weergave van Hugo’s nagedachtenis.

### Overlevering
Het Magna vita sancti Hugonis is in verschillende hoedanigheden overgeleverd. Het handschrift met de meest uitgebreide tekst is afkomstig uit de tweede helft van de dertiende eeuw. Deze versie blijft vermoedelijk het dichtst bij de autograaf. Ten opzichte hiervan zijn alle andere overleveringen, waaronder Hs. 396, ingekort en in meer of mindere mate aangepast: woorden zijn veranderd, constructies aangescherpt, verwijzingen naar Bijbelpassages verbeterd, et cetera.

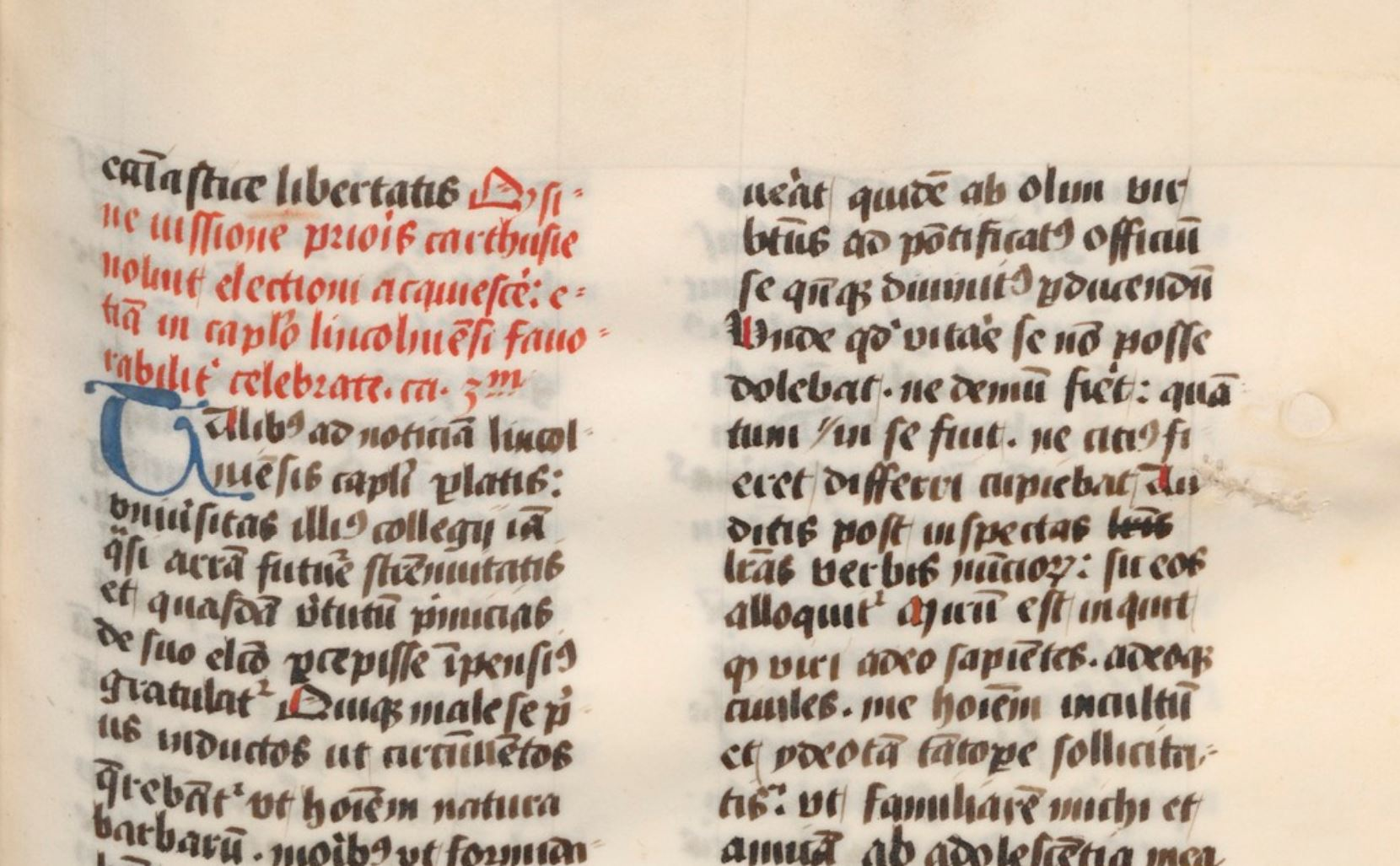
Folium 37r, met onder meer een rubriek, gevolgd door een blauwe Lombarde, evenals een tweetal gaten in de rechtermarge, waarvan er één is dichtgenaaid.

## Omschrijving

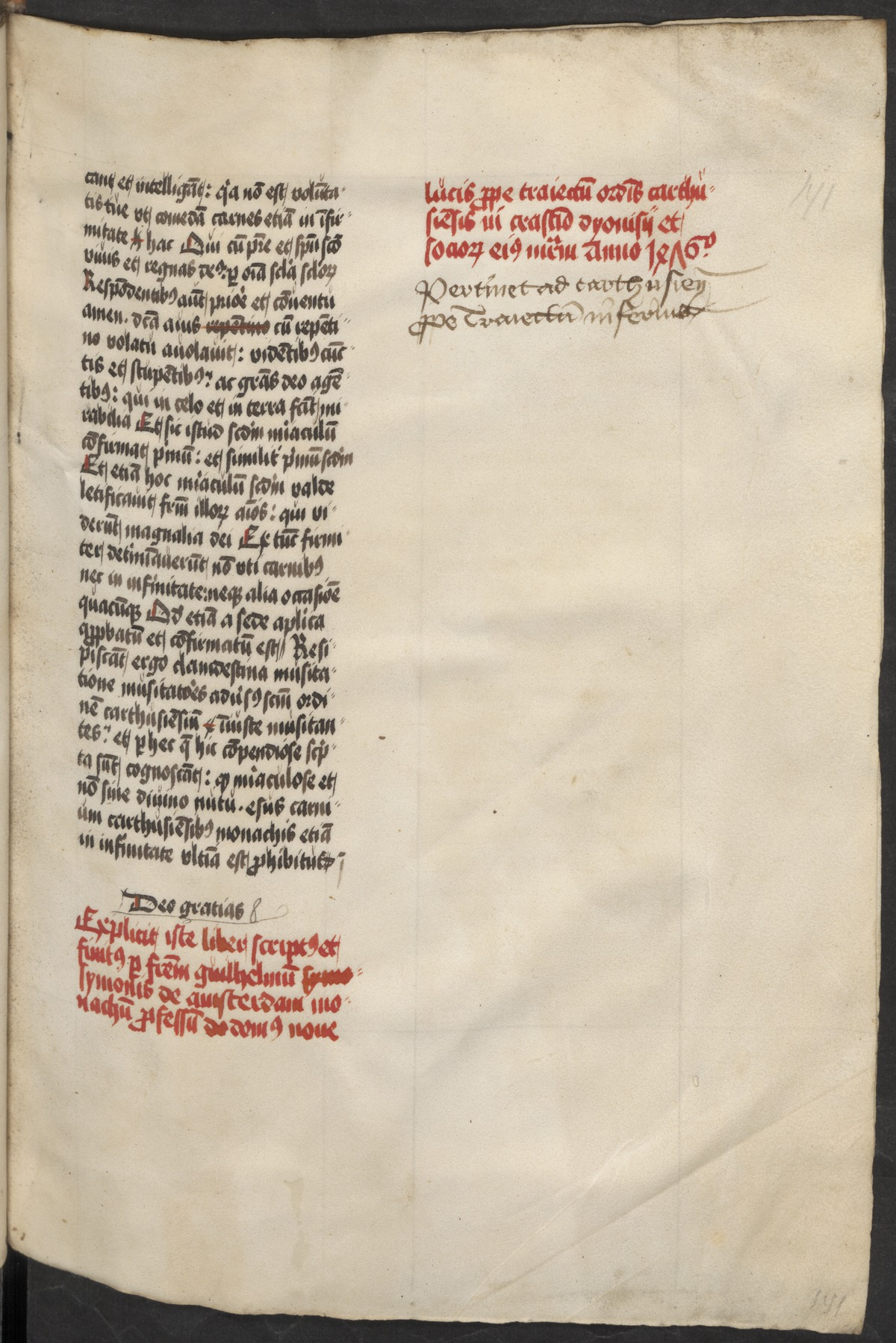
Folium 141r, de laatste beschreven bladzijde van het handschrift, met daarop een dankwoord aan God en een ondertekening van de kopiist.

Het handschrift is gebonden in een band van roodkleurig kalfsleer over originele houten platten. Het bevat 141 perkamenten folia van 270 bij 185 millimeter. Het perkament is in twee kolommen beschreven in een gotische littera hybrida. De liniëring van de kolommen is met potlood aangebracht.
Het handschrift bevat achttien katernen van ieder acht folia. Rechtsonder in de onderste marge van de versozijde van het laatste folium van elk katern is steeds een woord geplaatst. Dit is het woord waarmee de eerste tekstkolom van de daaropvolgende katern begint. Dit schept tijdens het inbinden van de katernen overzicht in de volgorde van de katernen. Zo’n woord in de marge wordt ook wel ‘custode’ genoemd.
In veel van de folia zitten één of meerdere gaten. Een aantal van deze gaten is dichtgenaaid. In sommige gevallen is het naaiwerk intact gebleven. Afgezien van de gaten wisselt de gaafheid van het perkament per folium. Veel bladzijdes zijn relatief ongerept, maar een aantal is verkleurd of bevlekt. Op sommige haarzijden zijn de haarinplanten van het dier zichtbaar. In de marges van de bladzijdes zijn her en der woorden bijgeschreven. Dit zijn meestal tekstcorrecties. Met een omgedraaid vinkje is aangegeven waar ze in de tekst geplaatst moeten worden.
In de loop van de tekst worden de letters geleidelijk smaller en worden woorden in toenemende mate afgekort. Het is aannemelijk dat de kopiist in kwestie – ‘Guilhelmus Symonis de Amsterdam’ – met ruimtegebrek te kampen kreeg, waardoor hij de tekst moest comprimeren.

### Decoratie
De tekst vangt af en toe aan met een blauwe of rode lombarde. Daarnaast maakt de kopiist soms gebruik van rode inkt om de normale tekst mee aan te zetten. Ook worden bepaalde regels geheel in rood geschreven, dit zijn rubrieken. Naast de vele lombarden, bevat Hs. 396 ook zeven gedecoreerde initialen. Deze zijn voorzien van penwerk in een stijl die de ‘Scherpe Punten-stijl’ heet en die alleen voorkomt in handschriften uit kartuizerklooster Nieuwlicht. De ‘Scherpe Punten-stijl’ wordt als onprofessioneel beschouwd.
Elke versierde initiaal markeert het begin van een nieuw deel van het Magna vita. Op dezelfde bladzijdes zijn in de buitenste marge vierkante schadeplekken zichtbaar. Ooit waren hier bladwijzers bevestigd, aan de hand waarvan men vanaf de buitenkant kon zien waar zich in het handschrift de verschillende delen van de tekst bevinden.